# Nikon D4
La Nikon D4 es una cámara réflex digital de grado profesional anunciada por Nikon el 6 de enero de 2012. Es la sucesora de la Nikon D3S e introduce una serie de mejoras que incluyen un sensor de 16,2 megapixel, mejoras en el autofoco y la capacidad para capturar imágenes a una sensibilidad ISO extendida de 204 800. El lanzamiento de la cámara se produjo en febrero de 2012 con un precio de $5 999,95. Es la primera cámara en utilizar las nuevas memorias XQD.

## Características

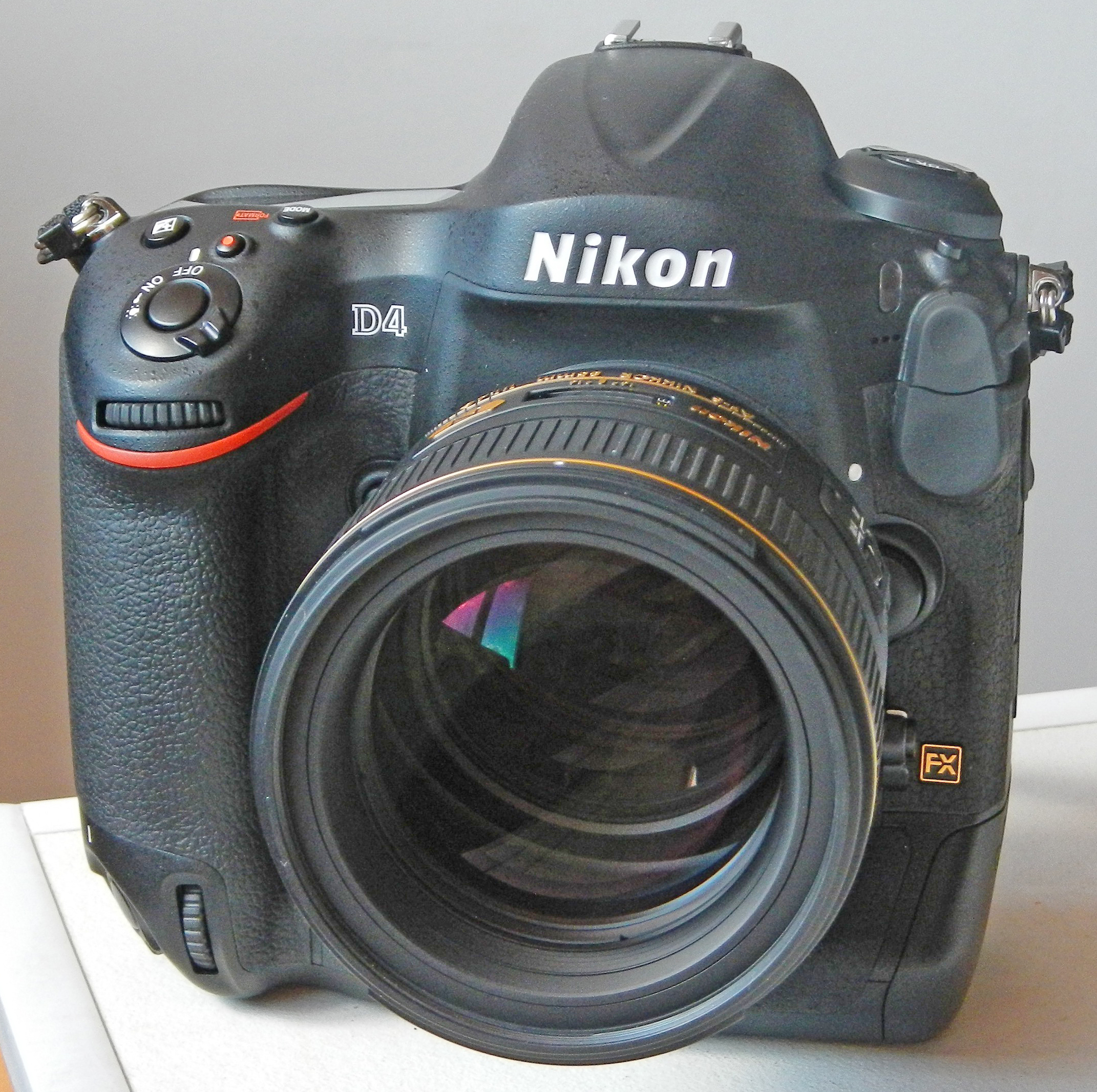
Nikon D4 con un AF-S 85mm f/1.4

- 16,2 megapíxeles efectivos, sensor Full-Frame (36 mm × 24 mm) con ISO 100–12 800 (ISO 50–204 800 extendido)
- Procesador de imagen Nikon Expeed 3.
- Sensor con 91 000 píxeles RGB y sistema de reconocimiento de escena avanzado.
- Sensor con autofoco avanzado Multi-CAM3500FX (51-puntos).
- Tiempo de encendido de 0,12 s y retraso de 0,042 s para disparo.
- Image sensor cleaning.
- Hasta diez disparos por segundo en modo FX continuo (once disparos por segundo con autoexposición y autofoco desactivados).
- Espacio de buffer para cien imágenes en formato RAW o doscientas en JPEG en disparos continuos.
- Modos HDR y time lapse incluidos.
- Puerto Gigabit Ethernet incorporado para transferencia de datos y disparo remoto.
- Modo de grabación de video en 1080p a 24 fps, 25 fps en PAL o 30 fps en NTSC.720p a 25/50 o 30/60. Salida HDMI, puerto estéreo para monitorear sonido y entrada de sonido con control de sonido manual.